# Laminació produïda per l'alternança entre els processos de corrent i de decantació
L'alternança entre el corrent i la decantació és indicatiu d'ambients de dipòsit subjectes a canvis d'energia a través del temps, i aquest procés es reflecteix clarament en el registre estratigràfic.
L'estratificació heterolítica és una estructura sedimentària composta de dipòsits intercalats de sorra i fang. L'ambient sedimentari que normalment presenta aquestes condicions d'energia és la plana de marea, on s'alternen les condicions d'alta energia, que corresponen al flux i reflux de la marea, i les condicions de baixa energia, corresponents als períodes d'estacionament alt o baix de la mateixa marea. També pot formar-se en entorns glacials. S'han documentat exemples en ambients fluvials, però són rars.
Depenent si domina el corrent sobre la decantació o viceversa, es desenvoluparan diferents estructures sedimentàries. Les fluctuacions donen lloc a capes intercalades de sorra i fang. La capa de sorra ondulada es forma durant els forts corrents de marea, mentre que el fang es diposita durant els períodes de baixamar.
Els tres tipus principals de llits heterolítics són: flaser, lenticular i ondulat. Les starved ripples (ones famolenques) i l'estratificació creuada amb flasers també poden considerar-se formes de les llits heterolítics. La diferenciació d'aquests diversos tipus de llits heterolítics es basa en el volum relatiu de fang i sorra. Aquesta factor clau determinant és controlat pel moment i la durada tant de la marea alta com els períodes de deposició de la marea baixa.

## Estratificació flaser

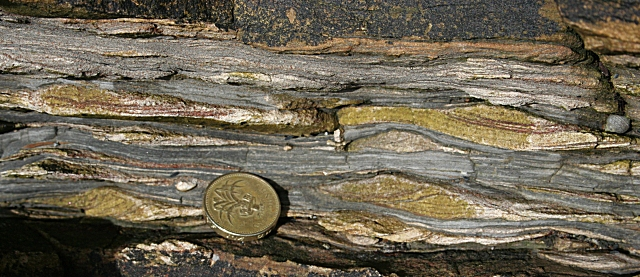
Estratificació flaser, secció vertical

Aquest tipus d'estratificació es forma quan el procés dominant és el corrent. Es caracteritza per les ondulacions discontínues que tenen intercalades nivells de fang o llim. El terme flaser es refereix a lents de fang o llim que es formen a l'interior d'un sediment, principalment de sorra.
El procés dominant (el corrent) permet la formació d'ones de sorra, mentre es manté en suspensió les partícules fines. Quan la intensitat del corrent disminueix, comença la decantació de la part més fina dels sediments (fang, llim) que es diposita com una capa prima sobre les ones de sorra, revestint-les. En el moment que el corrent torna a ser dominant, erosiona la part del fang o llims que va ser dipositada a la cresta de l'ondulació, alhora que conserva la depositada en la part del rebaix de l'ondulació.

## Estratificació lenticular

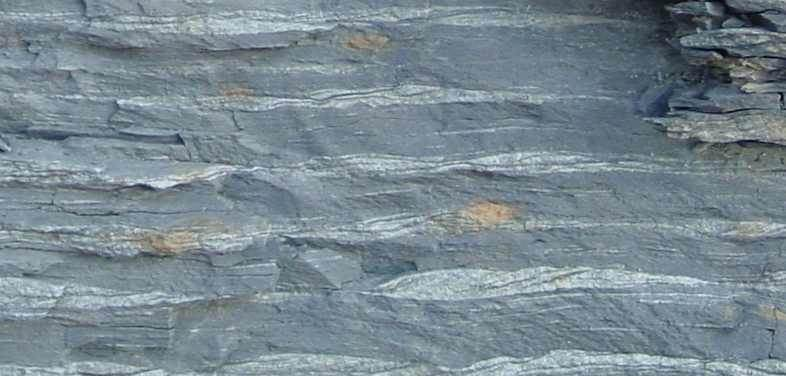
Estratificació lenticular. Es pot observar la sorra amb una gran quantitat fang «lenticular»

Aquest tipus d'estratificació es forma quan el procés dominant és la decantació.
En aquest cas, de fet, el terme lenticular es refereix a les «lents» de sorra que es troben dins d'un sediment predominantment fangós.
Les ones de sorra que es formen en moments de tensió són discontínues i aviat estan cobertes pel fang o llim que es diposita en el següent període de sedimentació.

## Estratificació ondulada
Aquest tipus d'estratificació és un terme mitjà entre els dos tipus descrits anteriorment. Apareix com una alternança d'ones de sorra i fang lateralment contínues.